# Hellingen
Hellingen is een plaats en voormalige gemeente in de Duitse deelstaat Thüringen, en maakt deel uit van de Landkreis Hildburghausen.
Hellingen telt  inwoners.
Op 1 januari 2019 fuseerden Bad Colberg-Heldburg, Gompertshausen en Hellingen tot de stad Heldburg.